# Seznam dílů seriálu Muž hledá ženu
Toto je seznam dílů seriálu Muž hledá ženu.

## Přehled řad
| Řada | Díly | Premiéra v USA | Premiéra v USA  | Premiéra v ČR     | Premiéra v ČR   |
| Řada | Díly | První díl      | Poslední díl    | První díl         | Poslední díl    |
| ---- | ---- | -------------- | --------------- | ----------------- | --------------- |
| 1    | 10   | 14. ledna 2015 | 18. března 2015 | 15. srpna 2017    | 17. října 2017  |
| 2    | 10   | 6. ledna 2016  | 9. března 2016  | 7. listopadu 2017 | 16. ledna 2018  |
| 3    | 10   | 4. ledna 2017  | 8. března 2017  | 23. ledna 2018    | 27. března 2018 |

## Seznam dílů

### První řada (2015)
| Č. v seriálu | Č. v řadě | Původní název | Český název | Režie           | Scénář                          | Premiéra v USA  | Premiéra v ČR  |
| ------------ | --------- | ------------- | ----------- | --------------- | ------------------------------- | --------------- | -------------- |
| 1            | 1         | Lizard        |             | Jonathan Krisel | Simon Rich                      | 14. ledna 2015  | 15. srpna 2017 |
| 2            | 2         | Traib         |             | Jonathan Krisel | Robert Padnick a Simon Rich     | 21. ledna 2015  | 22. srpna 2017 |
| 3            | 3         | Pitbull       |             | Ben Berman      | Dan Mirk a Simon Rich           | 28. ledna 2015  | 29. srpna 2017 |
| 4            | 4         | Dram          |             | Ben Berman      | Sofia Alvarez a Simon Rich      | 4. února 2015   | 5. září 2017   |
| 5            | 5         | Sizzurp       |             | Jonathan Krisel | Robert Padnick                  | 11. února 2015  | 12. září 2017  |
| 6            | 6         | Gavel         |             | Jonathan Krisel | Simon Rich                      | 18. února 2015  | 19. září 2017  |
| 7            | 7         | Stain         |             | Tim Kirkby      | Ian Maxtone-Graham a Simon Rich | 25. února 2015  | 26. září 2017  |
| 8            | 8         | Branzino      |             | Tim Kirkby      | Dan Mirk                        | 4. března 2015  | 3. října 2017  |
| 9            | 9         | Teacup        |             | Tim Kirkby      | Sofia Alvarez                   | 11. března 2015 | 10. října 2017 |
| 10           | 10        | Scepter       |             | Jonathan Krisel | Ian Maxtone-Graham              | 18. března 2015 | 17. října 2017 |

### Druhá řada (2016)
| Č. v seriálu | Č. v řadě | Původní název | Český název | Režie               | Scénář                     | Premiéra v USA | Premiéra v ČR      |
| ------------ | --------- | ------------- | ----------- | ------------------- | -------------------------- | -------------- | ------------------ |
| 11           | 1         | Wings         |             | Daniel Gray Longino | Sofia Alvarez a Simon Rich | 6. ledna 2016  | 7. listopadu 2017  |
| 12           | 2         | Feather       |             | Michael Dowse       | Robert Padnick             | 13. ledna 2016 | 14. listopadu 2017 |
| 13           | 3         | Scythe        |             | Dan Schimpf         | Dan Mirk a Robert Padnick  | 20. ledna 2016 | 21. listopadu 2017 |
| 14           | 4         | Tinsel        |             | Michael Dowse       | Sofia Alvarez              | 27. ledna 2016 | 28. listopadu 2017 |
| 15           | 5         | Card          |             | Daniel Gray Longino | Robert Padnick             | 3. února 2016  | 5. prosince 2017   |
| 16           | 6         | Honey         |             | Daniel Gray Longino | Dan Mirk                   | 10. února 2016 | 12. prosince 2017  |
| 17           | 7         | Cactus        |             | Bill Benz           | Marika Sawyer              | 17. února 2016 | 19. prosince 2017  |
| 18           | 8         | Fuse          |             | Dan Schimpf         | Dan Mirk                   | 24. února 2016 | 2. ledna 2018      |
| 19           | 9         | Eel           |             | Bill Benz           | Marika Sawyer              | 2. března 2016 | 9. ledna 2018      |
| 20           | 10        | Balloon       |             | Bill Benz           | Ian Maxtone-Graham         | 9. března 2016 | 16. ledna 2018     |

### Třetí řada (2017)
| Č. v seriálu | Č. v řadě | Původní název | Český název | Režie                 | Scénář           | Premiéra v USA | Premiéra v ČR   |
| ------------ | --------- | ------------- | ----------- | --------------------- | ---------------- | -------------- | --------------- |
| 21           | 1         | Futon         |             | Rachel Lee Goldenberg | Dan Mirk         | 4. ledna 2017  | 23. ledna 2018  |
| 22           | 2         | Ranch         |             | Michael Dowse         | Mike O'Brien     | 11. ledna 2017 | 30. ledna 2018  |
| 23           | 3         | Horse         |             | Andrew DeYoung        | Mike O'Brien     | 18. ledna 2017 | 6. února 2018   |
| 24           | 4         | Popcorn       |             | Ryan Case             | Jason Belleville | 25. ledna 2017 | 13. února 2018  |
| 25           | 5         | Shrimp        |             | Andrew DeYoung        | Jason Belleville | 1. února 2017  | 20. února 2018  |
| 26           | 6         | Pad Thai      |             | Rachel Lee Goldenberg | Cirocco Dunlap   | 8. února 2017  | 27. února 2018  |
| 27           | 7         | Bagel         |             | Ryan Case             | Stefani Robinson | 15. února 2017 | 6. března 2018  |
| 28           | 8         | Dolphin       |             | Michael Dowse         | Stefani Robinson | 22. února 2017 | 13. března 2018 |
| 29           | 9         | Cake          |             | Michael Dowse         | Aaron Burdette   | 1. března 2017 | 20. března 2018 |
| 30           | 10        | Bloood        |             | Michael Dowse         | Dan Mirk         | 8. března 2017 | 27. března 2018 |